# Fundo para Infância e Adolescência
Fundo para Infância e Adolescência (FIA) é um órgão técnico que tem como função normatizar, implantar e executar as políticas de garantias de direitos das crianças e adolescentes. Foi regulamentado pela Lei Federal 8 069/90 (ECA – Estatuto da Criança e do Adolescente) e tem como objetivo captar e aplicar recursos destinados às ações de atendimento à criança e ao adolescente. A principal fonte de recursos destes Fundos são destinações do Imposto de Renda.

## Administração
Os FIA são administrados pelos Conselhos dos Direitos da Criança e do Adolescente (CDCA), formados por representantes do Poder Público e da Sociedade Civil deliberando sobre as referidas políticas públicas e o seu financiamento. A representatividade da Sociedade Civil organizada através de associações ou fundações, entidade privadas sem fins lucrativos.

### Base legislativa
- O FIA tem como base legal o artigo 88, IV, L.8 069/90.
- O CDCA tem sua criação embasada legalmente no artigo 88.II, do ECA.
- Contudo, dependem de regulamentação e instituição regional, por meio da lei Municipal, e/ou Estadual e/ou Distrital, que delimite sua atuação, funcionamento, sua composição e regras de financiamento, respeitando o Estatuto da Criança e do Adolescente (ECA) e Constituição da República de 1988.

### Competência
O Conselho (CDCA) deve atuar no desenvolvimento de programas e projetos, políticas básicas de atendimento à criança e o adolescente e na administração do FIA. Além de fixar critérios de utilização das destinações capitalizadas (art. 260, parágrafo 2°, ECA) a fim de direcioná-las a projetos, devidamente estruturados, capazes de cumprir com as metas propostas.

## Aplicação
Os recursos destinados ao FIA podem ser aplicados em projetos de proteção e defesa dos direitos de crianças e adolescentes em projetos de combate ao trabalho infantil, além de ser aplicada também no custeio das atividades do Conselho Tutelar bem assim como na formação continuado dos Conselheiros Tutelares.
No Art. nº. 4º e seus incisos, da Resolução nº 139/10 do CONANDA, é estabelecido as dotações específicas para a implantação,manutenção e funcionamento dos Conselhos Tutelares e custeio de suas atividades, e no Parágrafo 6º deste caput, a resolução deixa claro que, "§ 6º - Fica vedado o uso dos recursos do Fundo Municipal ou Distrital dos Direitos da Criança e do Adolescente para os fins previstos neste artigo, exceto para a formação e a qualificação dos Conselheiros Tutelares.
No parágrafo 1º, alínea "a" do Art. 4º da resolução 139 do CONANDA, esclarece que a Lei orçamentária Municipal ou Distrital deve se responsabilizar preferencialmente pela formação continuada para os membros do Conselho Tutelar, se referindo às capacitações.
A forma de arrecadação é feita através da destinação de até 6% do Imposto de Renda, para quem declara pelo formulário completo, para o FIA, que repassa o valor para o Fundo. O contribuinte não paga nada a mais por isso. Se tem imposto a pagar, o valor, o valor investido é abatido da parcela a recolher. Se tem imposto a restituir, o valor destinado ao Fundo é acrescido à restituição. 1% (um por cento) do imposto sobre da renda devido apurado pelas pessoas jurídicas tributadas com base no lucro real, poderá ser doado para Fundo dos Diretos da Criança e do Adolescente nacional, distrital, estadual ou municipal quando em situação devidamente comprovada a idoneidade das deduções do imposto referido.

### Projetos
- Tributo ao Futuro

“Apóia projetos voltados para o desenvolvimento integrado e sustentável de comunidades carentes no Baixo Sul da Bahia, com foco na juventude. Objetivando sempre a integração do jovem na sociedade, o Tributo ao Futuro contribui para a formação de agentes participativos e capazes de gerar o auto-desenvolvimento e de sua região”
Assim como em outros programas, o Tributo ao Futuro tem sua arrecadação pelo FIA (Fundo para Infância e Adolescência).
- Amigo De Valor"

O Programa Amigo de Valor facilita o direcionamento de parte do Imposto de Renda devido aos FIA, para que qualquer pessoa possa colaborar com projetos sociais que beneficiem crianças e jovens de todo o país. O foco do Programa está voltado para o enfrentamento de violências sofridas por crianças e adolescentes.
- FunCriança

O FunCriança é um programa de Porto Alegre, que existe desde 1991, administrado pelo Conselho Municipal dos Direitos da Criança e do Adolescente (CMDCA), tem por objetivo financiar programas e projetos de promoção e defesa dos direitos de crianças e adolescentes. Os recursos provêm de dotação orçamentária do Município e do Estado e de doações de pessoas físicas e jurídicas, através do FIA. A verba é destinada, prioritariamente, a programas executados por entidades governamentais e não governamentais de assistência social que estejam de acordo com o ECA.
- Fundação Romi

A Fundação Romi foi criada em 1957 em Santa Bárbara d´Oeste, no Estado de São Paulo. Tem a missão de promover o desenvolvimento da educação e da cultura como elemento transformador da sociedade. A Fundação planeja e opera seus próprios projetos em uma perspectiva de médio e longo prazo mas com foco nos resultados. A mantenedora do programa, Romi S.A., incentiva a contribuição de seus funcionários ao FIA.
- Fundação para a Infância e Adolescência – FIA-RJ

A Fundação leva o mesmo nome do Fundo para Infância e Adolescência, porém não estão ligados diretamente. A Fundação para a Infância e Adolescência é uma entidade governamental do Estado do Rio de Janeiro, vinculada à Secretaria de Estado de Assistência Social e Direitos Humanos. De acordo com informação da própria Fundação, ela não arrecada fundos através do FIA.
- Dezembro Roxo

O Dezembro Roxo é uma campanha nacional e sem fins lucrativos, de conscientização e incentivo às doações de parte do Imposto de Renda para o Fundo para Infância e Adolescência (FIA). A iniciativa tem como objetivo aumentar a arrecadação dos fundos municipais e estaduais para o investimentos em políticas públicas de proteção e defesa dos Direitos da Criança e do Adolescente.